# コムネノス家
コムネノス (ギリシア語: Κομνηνός、複数形ではコムネノイ Κομνηνοί) は、東ローマ（ビザンツ）帝国の貴族の家名。1081年から1185年までの東ローマ皇帝を輩出し、コムネノス王朝を形成した。また後の1204年には大コムネノス家 (Μεγαλοκομνηνοί, Megalokomnenoi) がトレビゾンド帝国を建国し、1461年に滅亡するまで統治した。ドゥーカス家、アンゲロス家、パレオロゴス家といった著名なビザンツ貴族と婚姻関係をもったため、後期ビザンツ世界において最も普遍的な家名の一つとなった。

## 起源
ミカエル・プセルロスによると、コムネノス家の故地はコムネというトラキアの村である。この地は14世紀の皇帝であり歴史家でもあったヨハネス6世カンタクゼノスが「コムネノスの地」 (Κομνηνῆς λειμῶνας)と呼んでいるところで、現代の歴史学においても一般的に受け入れられている説である。 歴史上に登場する最初のコムネノス家の人物マヌエル・エロティコス・コムネノスは、パフラゴニアのカスタモヌに広大な封土を与えられた。この地は11世紀のコムネノス家の本拠地であり牙城となった。その後、彼らは小アジアの強力で名誉ある軍事貴族、いわゆるディナトイの一員となった。そのためコムネノス家は、トラキア起源であるにもかかわらず、「東方」の家系とみなされるようになった。
17世紀の学者シャルル・ドゥ・フレスネは、コムネノス家は古代ローマのコンスタンティヌス大帝の血筋であるとした。このような誇大な血統の潤色はドゥーカス家など他の例もあるが、コムネノス家についてはドゥ・フレスネの説の裏付けになるような同時代文献すらまったく存在せず、コムネノス家自身がそう名乗ったかも怪しい。 ローマ史学者のゲオルゲ・ムルヌは、1924年にコムネノス家がアルーマニア人起源であるという説を提示したが、現在では否定されている。現代の歴史学者たちは、コムネノス家はまったくのギリシア人起源であるとみなしている。

## 帝位獲得
イサキオス1世コムネノス (在位: 1057年 - 1059年)はマヌエル・エロティコス・コムネノスの息子であり、彼からコムネノス王朝が始まった。彼はミカエル6世ストラティオティコスのもとで東方のストラトペダルクを務めていたが、1057年にクーデターを起こして帝位についた。彼は様々な改革に着手したが、わずか2年後の1059年に臣下に退位させられ、修道僧となった。1081年、イサキオス1世の甥であるアレクシオス1世コムネノスが皇帝となった。この時を境として、それ以前の皇帝を輩出してきたスケレロス家やアルギュロス家などの貴族家系の後裔たちは、それまでの婚姻関係を通じてジョージア、ロシア、フランス、ペルシア、イタリア、ドイツ、ポーランド、ブルガリア、ハンガリー、セルビアなどに流出吸収されて消滅していった。このことも、コムネノス家が皇帝位を得る助けとなった。
コムネノス家は、以前に皇帝を輩出していたドゥーカス家と頻繁に婚姻関係を結んだ。アレクシオス1世コムネノスは、イサキオス1世コムネノスのあとを継いだコンスタンティノス10世ドゥーカスの娘エイレーネー・ドゥーカイナと結婚した。これによりコムネノス家とドゥーカス家が融合し、後のコムネノス家の人物の中にはコムネノス・ドゥーカスあるいはコムネノドゥーカイという家名を名乗ったものも少なくない。またコムネノス・ドゥーカス家からは、パレオロゴス家、アンゲロス家、ヴァタツェス家、ラスカリス家といった著名な貴族が分岐していった。例えばアンゲロス家は、アレクシオス1世コムネノスとエイレーネーの末娘テオドラを通じてコムネノス・ドゥーカス家の血を引き継ぎ、後に皇帝に即位する血統的根拠とした。テオドラの孫にイサキオス2世アンゲロス (在位: 1185年 - 1195年、1203年 - 1204年)やアレクシオス3世アンゲロス (在位: 1195年 - 1203年)がいる。

## コムネノス王朝

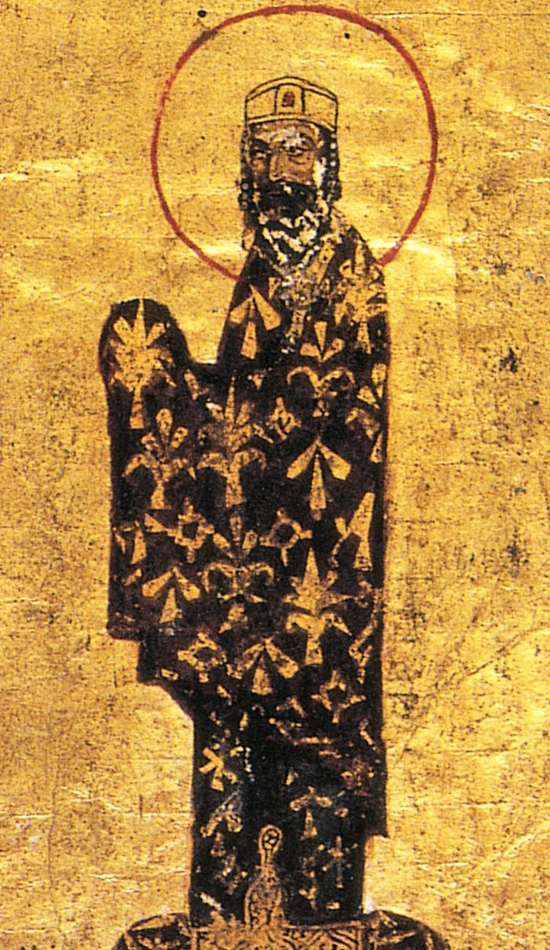
アレクシオス1世コムネノス

コムネノス朝の時代、ビザンツ帝国は栄え安定した。アレクシオス1世は王宮をコンスタンティノープルのブラケルナエ地区に移した。またアナトリアの大部分をセルジューク朝から奪還し、さらに第1回十字軍を呼び寄せて東方に十字軍国家を作らせることで、イスラーム圏に対する防壁を築いた。コムネノス朝は全体を通じて十字軍にたびたび介入し、アンティオキア公国やエルサレム王国と婚姻関係を結んだ。例えばマヌエル1世コムネノスの姪のテオドラ・コムネナはエルサレム王ボードゥアン3世と、孫のマリア・コムネナはアモーリー1世と結婚した。
アレクシオス1世は37年にわたって在位し、息子のヨハネス2世コムネノスも姉のアンナ・コムネナの陰謀を乗り切り25年間在位した。その息子マヌエル1世も37年間在位した。
ビザンツ帝国の皇位継承にあたっては、血統よりも個人の力量が重視されたため、たびたび傍系の者が帝位についたことにより数多くの皇帝家がコムネノス家から派生した。マヌエル1世の後のコムネノス朝は以前の諸王朝と同様に、陰謀が飛び交い混乱していった。コムネノス朝で初めて未成年の内に登位したアレクシオス2世コムネノスは、わずか3年でアンドロニコス1世コムネノスに簒奪された。そのアンドロニコス1世も2年後にアンゲロス家のイサキオス2世アンゲロスに打倒され、イサキオス2世も弟のアレクシオス3世アンゲロスに退位させられ目を潰された。その後、イサキオス2世とその息子アレクシオス4世アンゲロスが第4回十字軍の支援を受けて権力を取り戻した（コンスタンティノープル包囲戦 (1203年)）が、半年でドゥーカス家を名乗るアレクシオス5世ドゥーカスに殺された。そしてこの皇帝の時代、1204年にビザンツ帝国は再び第4回十字軍の攻撃を受け、一時滅亡した。（コンスタンティノープル包囲戦 (1204年)）。

## 後裔
コンスタンティノープル陥落の数週間前、コムネノス家の一分家が故地のパフラゴニアに逃れ、そこから黒海東部のポントス山脈奥地に隠れた。そしてアンドロニコス1世の孫にあたる者が皇帝アレクシオス1世コムネノスを名乗り、トレビゾンド帝国を建国した。大コムネノス家として知られるこの皇帝家は1461年まで250年以上にわたりトレビゾンドを支配した。最後の皇帝ダヴィド・コムネノスはオスマン帝国のメフメト2世に敗れ、処刑された。このメフメト2世もまた、ビザンツ皇帝アレクシオス1世コムネノスの孫ヨハネス・ツェレペス・コムネノスの、ひいてはコムネノス家の後裔を名乗っていた。またメフメト3世の時代にキリスト教徒でありながらオスマン帝国の帝位を請求してモンテネグロで反乱を起こしたヤフヤー（1585年生）は、トレビゾンド皇帝家の傍系の出であるとされている。
また1204年に派生した別の家系として、エピロス専制侯国を建てたものがある。初代のミカエル1世コムネノス・ドゥーカスは、ビザンツ皇帝アレクシオス1世コムネノスの曽孫だった。またこの家系から出たテッサリアの君主ヨハネス1世ドゥーカスの娘ヘレナ・ドゥーカイナ・コムネナがアテネ公ギヨーム1世ド・ラ・ロッシュと結婚した。これにより、フランク系国家のアテネ公国ド・ラ・ロッシュ家にもコムネノス家の血統が入ることになった。
マヌエル１世コムネノスの大甥にあたるイサキオス・コムネノスは、1184年にキプロス島で自立して皇帝を名乗ったが、1191年に第3回十字軍の途上にあったイングランド王リチャード1世に敗れて廃され、キプロスはその後エルサレム王国領となった。
ニカイア帝国では、アレクシオス3世アンゲロスの曽孫にあたるパレオロゴス家のミカエル8世パレオロゴスがラスカリス家に取って代わり、さらに1261年にコンスタンティノープルを回復してビザンツ帝国を復活させた。それ以降、パレオロゴス家は1453年にオスマン帝国によってコンスタンティノープルが陥落した1453年まで2世紀にわたりビザンツ皇帝位を継承した。
コムネノス家の最後の末裔は、一般にヨハネス・コムネノス・モリュヴドスとされている。彼はオスマン帝国のギリシア人学者・医者で、シデーやドリストラの府主教も務め、1719年に死去した。彼はトレビゾンドの大コムネノス家の子孫を称していたが、この主張はでっち上げである可能性が高い。
1782年、コルシカ島のギリシア人デメトリオ・ステファノポリが、フランス王ルイ16世からトレビゾンド皇帝の末裔であり後継者であると認める特許状を発行されている。
イサキオス2世アンゲロスの娘イレーネー・アンゲリナはドイツ王フィリップと結婚した。その子孫を通じて、コムネノス家の血統は多くの西ヨーロッパの王族や貴族に受け継がれている。